# Лосев (редут)
Редут Ло́сев — сторожевое укрепление Тоболо-Ишимской линии, находился в центре посёлка Лосев (другое название — Старое Лосево) Исилькульского района Омской области.

## История

### Строительство Тоболо-Ишимской линии
В 1748 году в Киргиз-кайсакской степи (Казахстане) погиб хан Абул-хаир, в своё время принявший российское подданство. Ситуация на землях Среднего Жуза дестабилизировалась: обострилась борьба между различными группировками киргиз-кайсаков за власть, усилилась политическая раздробленность, продолжалась упорная борьба с джунгарами. Такое развитие событий заставляло российское правительство ускорить рассмотрение вопроса о реорганизации казачьих линий. 26 марта (6 апреля) 1752 года Сенат утвердил предложения генерал-майора Киндермана, по которым новая линия укреплений должна была пройти на запад от Омской крепости вдоль Камышловских озёр через реку Ишим и далее на урочище Звериная голова на Тоболе, где Сибирская линия должна была сомкнуться с Оренбургской.
Новая Ишимская линия прошла южнее прежней на 50—200 км. Линия была разбита на три дистанции — Тарскую, Ишимскую и Тобольскую. По территории современной Омской области с запада на восток прошла Тарская дистанция, которая со временем стала называться Горькой по причине солёности воды большинства близлежащих озёр Камышловского лога.
Строительство Ново-Ишимской укрепленной линии началось в 1752 году и продолжалось до 1755 года. Она состояла из крепостей, форпостов (редутов) и маяков. Редуты и крепости были обнесены деревянными стенами (заплотами) с прорубленными амбразурами, имели башни с воротами и батареи, вокруг обставлены рогатками и надолбами. Гарнизон редутов составлял примерно 16-46 человек, крепостей — до 66 человек.
В 1761 году ряд укреплений Горькой линии: крепость Николаевская, редуты Волчий, Пустоозерный — были перенесены на более благоприятные места. В течение последующих десятилетий Ново-Ишимская (Горькая) линия укреплений прикрывала южные территории Российского государства. В опубликованной литературе отражен целый ряд вооружённых столкновений казаков с группами степняков. Однако, обычным было состояние мирных, спокойных взаимоотношений на границе. Вместе с процессом хозяйственно-экономического освоения казаками близлежащих территорий росла роль редутов и крепостей как торговых пунктов, где совершались торгово-обменные операции. На протяжении последующих столетий образовавшиеся казачьи станицы являлись специфическим явлением со своей, отличной от существовавшей у окружающего населения, материальной и духовной культурой.

### Строительство Лосева редута

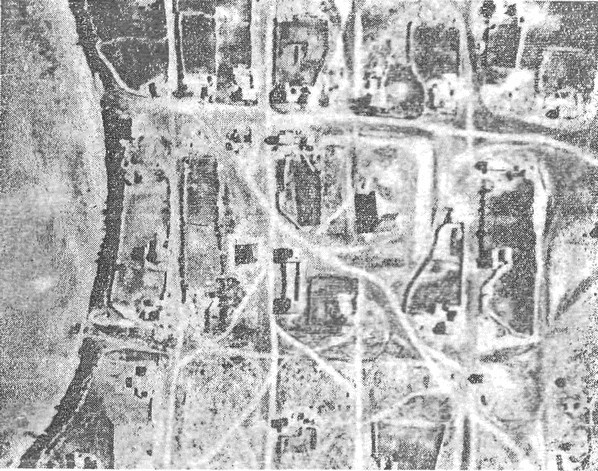
Лосев редут на аэрофотоснимке 1972 года.

Основные работы по строительству Лосева редута завершились в 1755 году. Офицер, возглавлявшей стройку, докладывал, что редут «по долготе на двадцать пять сажен, обнесён палисадом из берёзового лесу, высота палисада пять аршин, платформа для пушек и двое ворот построены, одни ширины четыре аршина с половиною, над которыми будка. Где часовой, другие к озеру в полсажени. Кругом оного палисада рогатки в трёх саженях от заплота, а в сажени от рогаток надолбы, а оные надолбы и рогатки построены из берёзового лесу».
В том же 1755 году в Лосев редут пришли казаки из Тары, во главе с Василием Седельниковым. С 1758 года редут принялись обводить рвом и насыпным валом. В 1767 году из Лосева докладывали, что ров копали 14 казаков и 20 человек «нерегулярного войска». Рыли вглубь на три аршина, вынутую землю выносили на вал. Чтобы не допустить осыпания, склоны рва и вала покрывали свежими дернами, которые закрепляли колышками. Данная технология позволила земляным укреплениям сохраниться до наших дней.

## Описание
Лосев редут представлял собой квадрат площадью 0,2 га, обнесённый заплотом из берёзового леса высотой в 5 аршин, с полубастионами по углам. На север выходили ворота со смотровой башней-каланчой. Внутри были срублены офицерская светлица с сенями, пороховой погреб, казарма, конюшни. Небольшая калитка выводила к озеру, где стояла баня. Вокруг заплота — цепь берёзовых рогаток и надолбов.
|  |  |  |  |  |

## Восстановление Лосева редута
25 июня 2011 года на месте Лосева редута казаками Исилькульского казачьего общества «Станица» были установлены крест и памятный знак со следующей надписью:
Здесь в 1752 году было основано 1 казачье поселение — редут Лосев. Находится под охраной Сибирского казачьего войска Союза казаков России, ГКО «Станица» ИМР
В том же 2011 году на общерайонном казачьем круге было принято решение о восстановлении редута.